# アンドレ・ダンジョン

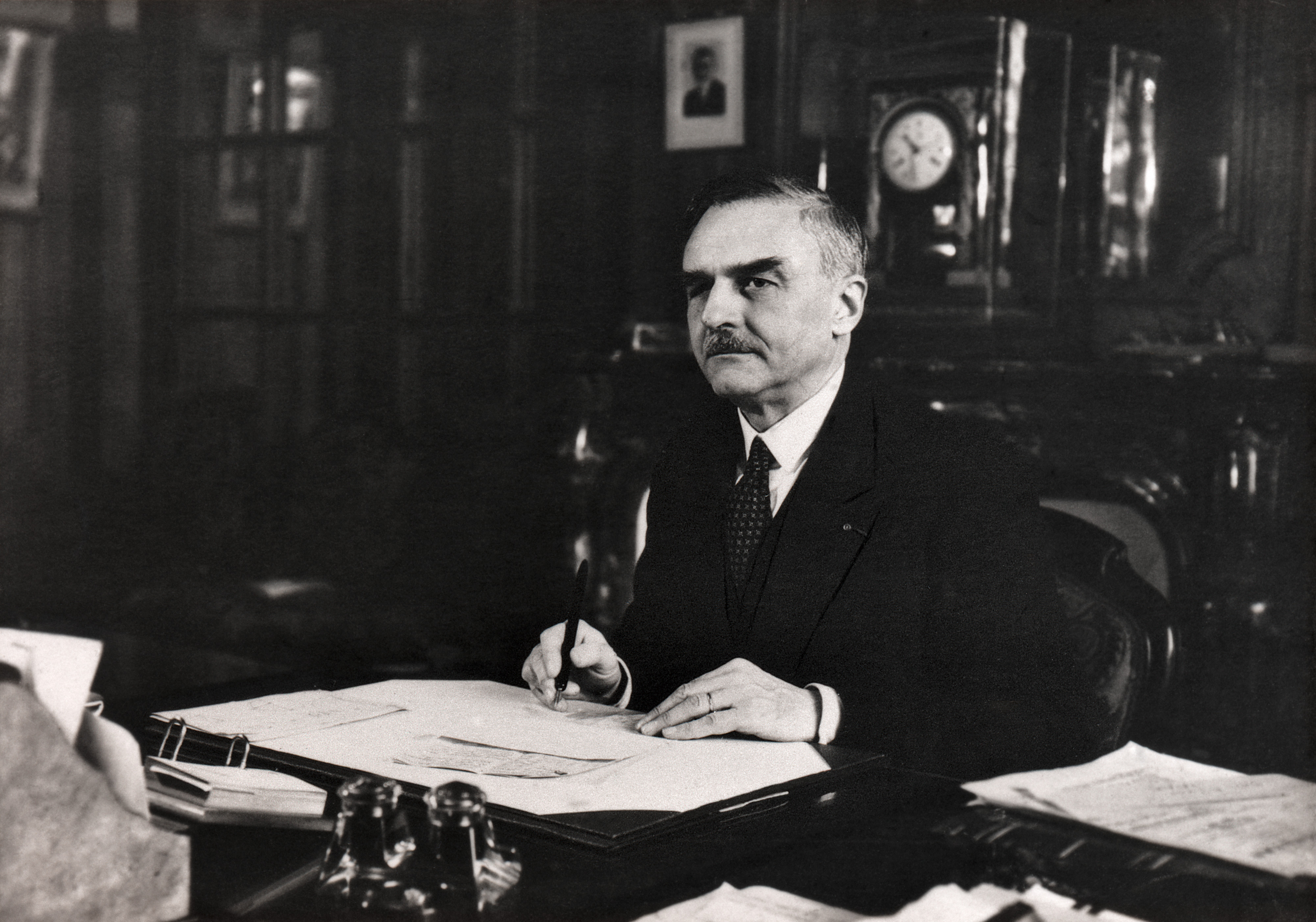
アンドレ・ダンジョン

アンドレ・ダンジョン（André-Louis Danjon、1890年4月6日 – 1967年4月21日）は、フランスの天文学者である。月食の明るさと太陽黒点活動に関するダンジョンの法則や月食の明るさを評価するダンジョン・スケールなどに名前が残されている。
カルヴァドス県のカーンに生まれた。高等師範学校で学んだ後、第一次世界大戦で負傷するが1914年からストラスブール天文台で働き、1930年から1945年までストラスブール天文台の所長を務め、1945年から1963年までパリ天文台所長を務めた。
1950年にジュール・ジャンサン賞、1958年に王立天文学会ゴールドメダルを受賞した。